# Kathi Meyer-Baer
Kathi Gertrud Meyer-Baer (ur. 27 lipca 1892 w Berlinie, zm. 1977 w Atlancie) – amerykańska uczona pochodzenia niemieckiego, pierwsza kobieta z doktoratem muzykologii, bibliotekarka.
Studia muzykologiczne odbyła w Berlinie, pod kierunkiem m.in. Hermanna Kretzschamara i Hugo Riemanna, dyplom doktora uzyskała w 1916 na podstawie rozprawy poświęconej śpiewowi chóralnemu kobiet (Der chorische Gesang der Frauen mit besonderer Bezugnahme seiner Betätigung auf geistlichem Gebiet, opublikowana w Lipsku w 1917). Jako kobieta, pochodzenia żydowskiego, nie mogła kontynuować kariery naukowej. W latach 1922–1936 pracowała w bibliotece muzycznej Paula Hirscha we Frankfurcie nad Menem, największej tego typu prywatnej placówce w Europie. Wspólnie z Hirschem opracowała czterotomowy katalog biblioteki (Katalog der Musikbibliothek P. Hirsch, Frankfurt am Main, 1928-1947). Zajmowała się również krytyką muzyczną, współpracując z „Frankfurter Zeitung” (1922-1933) oraz z „Neue Musik-Zeitung” w Stuttgarcie. Ponadto przez pewien czas była związana ze Stadtbibliothek w Berlinie (1928) oraz Stadtbibliothek we Frankfurcie, gdzie w latach 1927–1929 organizowała dział muzyczny. Przygotowała kilka międzynarodowych wystaw plastycznych o tematyce muzycznej - „Musik im Leben der Völker” (1927), „Goethe und die Musik” (1932) oraz poświęconą Richardowi Wagnerowi. W 1936 opuściła wraz z mężem i dzieckiem Niemcy i udała się do Francji, a trzy lata później do USA. Osiadła w New Rochelle (Nowy Jork). Pracowała m.in. w redakcji wydawnictwa G. Schirmera oraz w nowojorskiej Public Library. Kontynuowała również rozpoczęte jeszcze w Niemczech badania naukowe.
Ogłosiła szereg prac poświęconych estetyce muzyki, muzyce religijnej dobry średniowiecza, ikonografii i bibliografii muzycznej. Publikacje ogłaszała m.in. na łamach czasopism „The Music Review” i „Journal of Aesthetics and Art Criticism”. Niektóre prace:
- Der chorische Gesang der Frauen mit besonderer Bezugnahme seiner Betätigung auf geistlichem Gebiet, Leipzig, 1915 (Dissertation)
- Das Offizium und seine Beziehung zum Oratorium (1921)
- Das Konzert (1925)
- Was sind musikalische Erstausgaben? (1935)
- The Printing of Music 1473-1934 (1935, z E. J. O’Meara)
- Nicolas de Cusa on the Meaning of Aesthetics (1946/1947)
- Musical Iconology in Raphael's Parnassus (1949/1950)
- Classifications in American Music Libraries (1951)
- Psychologic and Ontologic Ideas in Augustine’a „De Musica” (1953)
- Saints of Music (1955)
- Liturgical Music Incunabula. A Descriptive Catalogue (1962)
- Music in Dante's „Divina Commedia” (1966)
- Music of the Spheres and the Dance of Death. Studies in Musical Iconography (1970)
- From the Office of the Hours in the Musical Oratorio (1971)